# Chthonius alpicola
Chthonius alpicola är en spindeldjursart som beskrevs av Beier 1951. Chthonius alpicola ingår i släktet Chthonius och familjen käkklokrypare. Inga underarter finns listade i Catalogue of Life.